# Liste des voies de Reims
Cette page présente la liste des voies de Reims classées par ordre alphabétique.
- Haut – A
- B
- C
- D
- E
- F
- G
- H
- I
- J
- K
- L
- M
- N
- O
- P
- Q
- R
- S
- T
- U
- V
- W
- X
- Y
- Z

## Chiffres
- Rue des 1er et 41e bataillons de chasseurs.
- Place du 11-Novembre.
- Rue de la 12e Escadre d’Aviation.
- Rue des 16e et 22e Dragons.
- Avenue du 18 Juin 1940.
- Rue du 106e Régiment d'infanterie.

## A
- Haut – A
- B
- C
- D
- E
- F
- G
- H
- I
- J
- K
- L
- M
- N
- O
- P
- Q
- R
- S
- T
- U
- V
- W
- X
- Y
- Z

- Rue de l'Abbé-de-L'Épée
- Boulevard Albert 1er
- Rue Albert-Réville
- Place Amélie-Doublié
- Cours Anatole France
- Rue Andrieux
- Rue d'Anjou
- Rue Anquetil
- Rue de l'Arbalète
- Place des Argonautes
- Place Aristide-Briand
- Rue Armonville
- Rue de l'Arquebuse
- Rue des Augustins

## B
- Haut – A
- B
- C
- D
- E
- F
- G
- H
- I
- J
- K
- L
- M
- N
- O
- P
- Q
- R
- S
- T
- U
- V
- W
- X
- Y
- Z

- Rue Bailla
- Rue du Barbâtre
- Rue Baron
- rue Bacquenois
- Boulevard des Belges
- Rue Belin
- Rue de la Belle-Image
- Rue du Docteur-Lucien-Bettinger
- Chaussée Bocquaine
- Rue Boulard
- Rue Brûlart
- Rue Brûlée
- Rue Buirette
- Rue du Cloître

## C
- Haut – A
- B
- C
- D
- E
- F
- G
- H
- I
- J
- K
- L
- M
- N
- O
- P
- Q
- R
- S
- T
- U
- V
- W
- X
- Y
- Z

- Rue Camille-Lenoir
- Rue des Capucins
- Rue du Cardinal-de-Lorraine
- Place du Cardinal-Luçon
- Rue des Carmes
- Rue des Carmélites
- Place Carnegie
- Rue Carnot
- Rue Cazin
- Rue Cérès
- Rue de Cernay
- Rue César-Poulain
- Rue Chabaud
- Avenue de Champagne (Reims)
- Rue du Champ-de-Mars
- Rue Chanzy
- Cour du Chapitre cathédral de Reims
- Boulevard Charles-Arnould
- Place Charles Lepagnol
- Rue de Chativesle
- Rue de Chevigné
- Rue Cliquot-Blervache
- Rue du Clou-dans-le-Fer
- Rue Clovis
- rue Cognacq-Jay (Reims)
- Rue Colbert
- Rue Condorcet
- Rue de Contrai
- Rue Coquebert
- Rue Coquillard
- Rue de Courcelles
- Rue de Courlancy
- Rue Cotta
- Rue Courmeaux
- Rue Coutier-Marion
- Rue des Créneaux

## D
- Haut – A
- B
- C
- D
- E
- F
- G
- H
- I
- J
- K
- L
- M
- N
- O
- P
- Q
- R
- S
- T
- U
- V
- W
- X
- Y
- Z

- Rue Daguerre
- Boulevard Dauphinot
- Rue Dérodé
- Rue Diderot (Reims)
- Rue Dieu-Lumière
- Rue du Docteur-Albert-Schweitzer
- Rue Docteur-Doyen
- Boulevard du Docteur-Henri-Henrot
- Rue Docteur-Jacquin
- docteur Lemoine
- Rue du Docteur-Thomas
- Place des Droits-de-l'Homme
- Place Drouet-d'Erlon
- Rue Duquénelle

## E
- Haut – A
- B
- C
- D
- E
- F
- G
- H
- I
- J
- K
- L
- M
- N
- O
- P
- Q
- R
- S
- T
- U
- V
- W
- X
- Y
- Z

- Rue des Écoles
- Rue de l'Écu
- Rue des Écrevées
- Rue Édouard-Mignot
- Rue des Élus
- Rue Émile-Cazier
- Rue Émile-Zola
- Avenue d'Épernay
- Rue de l'Équerre
- Rue de l'Étape
- Rue Eugène-Desteuque
- Rue Ernest-Renan
- Avenue de l'Europe (Reims)
- Rue Eugène Wiet

## F
- Haut – A
- B
- C
- D
- E
- F
- G
- H
- I
- J
- K
- L
- M
- N
- O
- P
- Q
- R
- S
- T
- U
- V
- W
- X
- Y
- Z

- Rue Favart-d'Herbigny
- Rue Fernand-Cerveaux
- Rue Ferrand
- Rue Féry
- Rue des Filles-Dieu
- Esplanade Fléchambault
- Boulevard Foch
- Rue Folle-Peine
- Place du Forum
- Rue Frédéric-et-Irène-Joliot-Curie
- Rue des Fuseliers

## G
- Haut – A
- B
- C
- D
- E
- F
- G
- H
- I
- J
- K
- L
- M
- N
- O
- P
- Q
- R
- S
- T
- U
- V
- W
- X
- Y
- Z

- Rue de la Gabelle
- Rue Gambetta
- Place Gaston-Poittevin
- Rue du Général-Baratier
- Rue du Général-Battesti
- Rue du Général-de-Gaulle
- Rue du Général-Estienne
- Avenue du Général-Giraud
- Rue du Général Koenig (Reims)
- Boulevard du Général-Leclerc
- Rue du Général-Sarrail
- Avenue Georges-Clemenceau
- Square Georges-Méliès
- Rue Gerbert
- Place Godinot
- Rue Goïot
- Rue Gosset
- Rue de la Grosse-Écritoire
- Rue de la Grue
- Rue du Grenier-à-Sel
- Rue Guillaume-de-Machault
- Rue Gustave-Laurent

## H
- Haut – A
- B
- C
- D
- E
- F
- G
- H
- I
- J
- K
- L
- M
- N
- O
- P
- Q
- R
- S
- T
- U
- V
- W
- X
- Y
- Z

- Place Hélène Boucher
- Rue Henri-Delacroix
- Avenue Henri-Farman
- Rue Henri-Jadart
- Rue Henri-Menu
- Rue Hincmar
- Rue Houzeau-Muiron
- Boulevard Henri-Vasnier

## I
- Haut – A
- B
- C
- D
- E
- F
- G
- H
- I
- J
- K
- L
- M
- N
- O
- P
- Q
- R
- S
- T
- U
- V
- W
- X
- Y
- Z

- Rue Igor-Stravinsky

## J
- Haut – A
- B
- C
- D
- E
- F
- G
- H
- I
- J
- K
- L
- M
- N
- O
- P
- Q
- R
- S
- T
- U
- V
- W
- X
- Y
- Z

- Rue des Jacobins
- Allée Jacques-Simon
- Rue Jan-Palach
- Boulevard Jamin
- Rue du Jard
- Rue JB et AR de la Salle
- Cours Jean-Baptiste-Langlet
- Rue Jean-Jacques-Rousseau
- Place Paul-Jamot
- Avenue Jean-Jaurès (Reims)
- Rue Jean-Louis-Forain
- Rue Jeanne-d'Arc
- Rue Jobert-Lucas
- Boulevard Joffre
- Rue Jovin
- Boulevard Jules-César
- Place Jules-Lobet

## K
- Haut – A
- B
- C
- D
- E
- F
- G
- H
- I
- J
- K
- L
- M
- N
- O
- P
- Q
- R
- S
- T
- U
- V
- W
- X
- Y
- Z

- Rue Kalas
- Rue du Général-Kœnig

## L
- Haut – A
- B
- C
- D
- E
- F
- G
- H
- I
- J
- K
- L
- M
- N
- O
- P
- Q
- R
- S
- T
- U
- V
- W
- X
- Y
- Z

- Rue Lecointre
- Rue Landouzy
- Avenue de Laon
- Rue Legendre
- Place Léon-Bourgeois
- Rue Lesage
- Impasse du levant
- Rue Libergier
- Place de La Liberté
- Rue du Lieutenant-Herduin
- Rue Linguet
- Place des Loges-Coquault
- Rue Louis-Berton
- Boulevard Louis-Roederer
- Boulevard Lundy
- Place Luton

## M
- Haut – A
- B
- C
- D
- E
- F
- G
- H
- I
- J
- K
- L
- M
- N
- O
- P
- Q
- R
- S
- T
- U
- V
- W
- X
- Y
- Z

- Rue Mabillon
- Rue de la Magdeleine
- Rue de la Maison-Blanche
- Rue Montlaurent
- Place Maurice-Prévost
- Rue du Marc
- Rue Marcel-Thil
- Rue Marie-Stuart
- Rue Marlot
- Rue des Marmouzets
- Rue de la Marne
- Rue de Mars
- Rue Marx-Dormoy
- Avenue François-Mauriac
- Rue Mennesson-Tonnelier
- Rue Michel-Sicre
- Rue des Moissons
- Rue des Moulins
- Rue du Mont-d'Arène
- Rue des Murs
- Place Museux
- Place Myron-Herrick

## N
- Haut – A
- B
- C
- D
- E
- F
- G
- H
- I
- J
- K
- L
- M
- N
- O
- P
- Q
- R
- S
- T
- U
- V
- W
- X
- Y
- Z

- Rue Nanteuil
- Rue Narcisse-Brunette
- Rue Navier
- Rue de Neufchâtel
- Place Nicolas Bergier
- Rue Noël

## O
- Haut – A
- B
- C
- D
- E
- F
- G
- H
- I
- J
- K
- L
- M
- N
- O
- P
- Q
- R
- S
- T
- U
- V
- W
- X
- Y
- Z

- Rue Olivier-Métra
- Rue des Orphelins
- Rue d'Oseille

## P
- Haut – A
- B
- C
- D
- E
- F
- G
- H
- I
- J
- K
- L
- M
- N
- O
- P
- Q
- R
- S
- T
- U
- V
- W
- X
- Y
- Z

- Boulevard de la Paix
- Avenue de Paris (Reims)
- Boulevard Pasteur
- Rue Paulin-Paris
- Rue Paul-Adam
- Boulevard Paul-Doumer
- Avenue Paul-Marchandeau
- Rue Perseval
- Rue du Petit-Arsenal
- Rue du Petit-Four

- Rue de la Petite-Vitesse
- Rue Philippe
- Place Pierre-de-Fermat
- Rue Piper
- Rue Pluche
- Rue des Poissonniers
- Rue Pol-Neveux
- Boulevard Pommery
- Rue Ponsardin
- Rue de Pouilly
- Boulevard du Président-Wilson
- Rue Prieur-de-la-Marne

## Q
- Haut – A
- B
- C
- D
- E
- F
- G
- H
- I
- J
- K
- L
- M
- N
- O
- P
- Q
- R
- S
- T
- U
- V
- W
- X
- Y
- Z

rue Jacqueline Quirin

## R
- Haut – A
- B
- C
- D
- E
- F
- G
- H
- I
- J
- K
- L
- M
- N
- O
- P
- Q
- R
- S
- T
- U
- V
- W
- X
- Y
- Z

- Rue Raymond-Guyot
- Rue Reimbeau
- Place de la République
- Rue Rockefeller
- Rue Rogier
- Rue Nicolas-Roland
- Place Royale
- Rue Ruinart-de-Brimont
- Rue du Ruisselet

## S
- Haut – A
- B
- C
- D
- E
- F
- G
- H
- I
- J
- K
- L
- M
- N
- O
- P
- Q
- R
- S
- T
- U
- V
- W
- X
- Y
- Z

- Rue Saint-Hilaire
- Passage Saint-Jacques
- Rue Saint-Julien
- Boulevard Saint-Marceaux
- Rue Saint-Maurice
- Rue Saint-Pierre-les-Dames
- Avenue Saint-Pol
- Rue Saint-Symphorien
- Place Saint-Timothée
- Impasse de la Salle
- Rue Salin
- Rue des Salines
- Rue Simon
- Place de Stalingrad

## T
- Haut – A
- B
- C
- D
- E
- F
- G
- H
- I
- J
- K
- L
- M
- N
- O
- P
- Q
- R
- S
- T
- U
- V
- W
- X
- Y
- Z

- Rue de Taissy
- Rue de Talleyrand
- Rue de Tambour
- Rue des Telliers
- Rue du Temple
- Rue Thiers
- Rue de Thillois
- Rue des Thiolettes
- Rue de la Tirelire
- Rue des Tournelles
- Rue du Trésor
- Rue des Trois-Raisinets
- Rue Tronson-du-Coudray
- Rue Tronsson-Lecomte

## U
- Haut – A
- B
- C
- D
- E
- F
- G
- H
- I
- J
- K
- L
- M
- N
- O
- P
- Q
- R
- S
- T
- U
- V
- W
- X
- Y
- Z

- Rue de l'Université

## V
- Haut – A
- B
- C
- D
- E
- F
- G
- H
- I
- J
- K
- L
- M
- N
- O
- P
- Q
- R
- S
- T
- U
- V
- W
- X
- Y
- Z

- Rue Vauthier-le-Noir
- Rue de Venise
- Rue Vernouillet
- Rue Verrier
- Place Verte
- Rue de Vesle
- Boulevard Victor-Hugo
- Rue Voltaire

## W
- Haut – A
- B
- C
- D
- E
- F
- G
- H
- I
- J
- K
- L
- M
- N
- O
- P
- Q
- R
- S
- T
- U
- V
- W
- X
- Y
- Z

- Rue Warnier,
- Rue de Witry,
- Route de Witry.

## X
- Haut – A
- B
- C
- D
- E
- F
- G
- H
- I
- J
- K
- L
- M
- N
- O
- P
- Q
- R
- S
- T
- U
- V
- W
- X
- Y
- Z

- Rue Xavier-Dizi

## Y
- Haut – A
- B
- C
- D
- E
- F
- G
- H
- I
- J
- K
- L
- M
- N
- O
- P
- Q
- R
- S
- T
- U
- V
- W
- X
- Y
- Z

- Rue Yves-Beaumont
- Avenue de l'Yser

## Z
- Haut – A
- B
- C
- D
- E
- F
- G
- H
- I
- J
- K
- L
- M
- N
- O
- P
- Q
- R
- S
- T
- U
- V
- W
- X
- Y
- Z